# بطولة العالم لسباق الدراجات على الطريق 1949
بطولة العالم لسباق الدراجات على الطريق 1949 هي الدورة ال22 من بطولة العالم لسباق الدراجات على الطريق، أجريت في كوبنهاغن، الدنمارك.

## النتائج النهائية
| المسابقة            | ذهبية                      | فضية                    | برونزية               |
| ------------------- | -------------------------- | ----------------------- | --------------------- |
| الرجال              |                            |                         |                       |
| سباق الطريق المداري | ريك فان ستينبرجين (بلجيكا) | فرديناند كوبلر (سويسرا) | فاوسطو كوبي (إيطاليا) |